# Vuelta a Castilla y León 2019
Vuelta a Castilla y León 2019 var den 34. udgave af det spanske landevejscykelløb i den spanske autonome region Castilla y León. Løbet foregik i perioden 25. til 27. april 2019. Løbet var en del af UCI Europe Tour 2019 og var i kategorien 2.1. Den samlede vinder af løbet blev italienske Davide Cimolai fra Israel Cycling Academy.

## Ryttere og hold
| UCI WorldTeam- Movistar Team UCI Professionelle kontinentalthold (8)- Israel Cycling Academy - Caja Rural-Seguros RGA - Burgos-BH - Euskadi Basque Country-Murias - Manzana Postobón - Delko-Marseille Provence - W52-FC Porto - Total Direct Énergie UCI Kontinentalhold (9)- Fundación Euskadi - Kometa - Matrix Powertag - Efapel - Sporting-Tavira - Miranda-Mortágua - Ludofoods Louletano Aviludo - Vito-Feirense-BlackJack - Lokosphinx |
| |

## Etaperne
| Etape    | Dato     | Start – Mål                   | type              | Afstand (km) | Etapevinder    | Førende rytter |
| -------- | -------- | ----------------------------- | ----------------- | ------------ | -------------- | -------------- |
| 1. etape | 25. apr. | Belorado – Castrojeriz        | middel bjergetape | 181          | Davide Cimolai | Davide Cimolai |
| 2. etape | 26. apr. | Frómista – Villada            | kuperet etape     | 170,3        | Davide Cimolai | Davide Cimolai |
| 3. etape | 27. apr. | León – Villafranca del Bierzo | middel bjergetape | 151,8        | Enrique Sanz   | Davide Cimolai |

### 1. etape
| \| Etaperesultat \| Etaperesultat \| Etaperesultat \| Etaperesultat \| Etaperesultat \| \| Rytter \| Rytter \| Hold \| Tid \| \| \| ------------- \| ---------------- \| ----------------------------- \| ------------- \| ------------- \| \| 1. \| Davide Cimolai \| Israel Cycling Academy \| 5t 00' 08" \| \| \| 2. \| Enrique Sanz \| Euskadi Basque Country-Murias \| + 0" \| \| \| 3. \| Jérôme Cousin \| Total Direct Énergie \| + 0" \| \| \| 4. \| Jonathan Lastra \| Caja Rural-Seguros RGA \| + 0" \| \| \| 5. \| Carlos Barbero \| Movistar Team \| + 0" \| \| \| 6. \| Nelson Oliveira \| Movistar Team \| + 1" \| \| \| 7. \| Héctor Sáez \| Euskadi Basque Country-Murias \| + 1" \| \| \| 8. \| Guillaume Boivin \| Israel Cycling Academy \| + 1" \| \| \| 9. \| Eduard Prades \| Movistar Team \| + 4" \| \| \| 10. \| Daniele Bennati \| Movistar Team \| + 4" \| \| |                  |                               |            |
| |                  |                               |            |
| Kilde: ProCyclingStats |                  |                               |            |
| Etaperesultat |                  |                               |            |
| Rytter | Rytter           | Hold                          | Tid        |
| 1. | Davide Cimolai   | Israel Cycling Academy        | 5t 00' 08" |
| 2. | Enrique Sanz     | Euskadi Basque Country-Murias | + 0"       |
| 3. | Jérôme Cousin    | Total Direct Énergie          | + 0"       |
| 4. | Jonathan Lastra  | Caja Rural-Seguros RGA        | + 0"       |
| 5. | Carlos Barbero   | Movistar Team                 | + 0"       |
| 6. | Nelson Oliveira  | Movistar Team                 | + 1"       |
| 7. | Héctor Sáez      | Euskadi Basque Country-Murias | + 1"       |
| 8. | Guillaume Boivin | Israel Cycling Academy        | + 1"       |
| 9. | Eduard Prades    | Movistar Team                 | + 4"       |
| 10. | Daniele Bennati  | Movistar Team                 | + 4"       |

| \| Samlede stilling \| Samlede stilling \| Samlede stilling \| Samlede stilling \| Samlede stilling \| \| Rytter \| Rytter \| Hold \| Tid \| \| \| ---------------- \| ---------------- \| ----------------------------- \| ---------------- \| ---------------- \| \| 1. \| Davide Cimolai \| Israel Cycling Academy \| 4t 59' 58" \| \| \| 2. \| Enrique Sanz \| Euskadi Basque Country-Murias \| + 4" \| \| \| 3. \| Jérôme Cousin \| Total Direct Énergie \| + 6" \| \| \| 4. \| Jonathan Lastra \| Caja Rural-Seguros RGA \| + 10" \| \| \| 5. \| Nelson Oliveira \| Movistar Team \| + 11" \| \| \| 6. \| Héctor Sáez \| Euskadi Basque Country-Murias \| + 11" \| \| \| 7. \| Guillaume Boivin \| Israel Cycling Academy \| + 11" \| \| \| 8. \| Daniele Bennati \| Movistar Team \| + 12" \| \| \| 9. \| Eduard Prades \| Movistar Team \| + 13" \| \| \| 10. \| Carlos Barbero \| Movistar Team \| + 37" \| \| |                  |                               |            |
| |                  |                               |            |
| Kilde: ProCyclingStats |                  |                               |            |
| Samlede stilling |                  |                               |            |
| Rytter | Rytter           | Hold                          | Tid        |
| 1. | Davide Cimolai   | Israel Cycling Academy        | 4t 59' 58" |
| 2. | Enrique Sanz     | Euskadi Basque Country-Murias | + 4"       |
| 3. | Jérôme Cousin    | Total Direct Énergie          | + 6"       |
| 4. | Jonathan Lastra  | Caja Rural-Seguros RGA        | + 10"      |
| 5. | Nelson Oliveira  | Movistar Team                 | + 11"      |
| 6. | Héctor Sáez      | Euskadi Basque Country-Murias | + 11"      |
| 7. | Guillaume Boivin | Israel Cycling Academy        | + 11"      |
| 8. | Daniele Bennati  | Movistar Team                 | + 12"      |
| 9. | Eduard Prades    | Movistar Team                 | + 13"      |
| 10. | Carlos Barbero   | Movistar Team                 | + 37"      |

### 2. etape
| \| Etaperesultat \| Etaperesultat \| Etaperesultat \| Etaperesultat \| Etaperesultat \| \| Rytter \| Rytter \| Hold \| Tid \| \| \| ------------- \| ---------------- \| ----------------------------- \| ------------- \| ------------- \| \| 1. \| Davide Cimolai \| Israel Cycling Academy \| 4t 08' 13" \| \| \| 2. \| Daniele Bennati \| Movistar Team \| + 0" \| \| \| 3. \| Guillaume Boivin \| Israel Cycling Academy \| + 0" \| \| \| 4. \| Stefano Oldani \| Kometa \| + 0" \| \| \| 5. \| Nelson Oliveira \| Movistar Team \| + 0" \| \| \| 6. \| Diego Rubio \| Burgos-BH \| + 0" \| \| \| 7. \| Héctor Sáez \| Euskadi Basque Country-Murias \| + 0" \| \| \| 8. \| Jonathan Lastra \| Caja Rural-Seguros RGA \| + 0" \| \| \| 9. \| Mihkel Räim \| Israel Cycling Academy \| + 25" \| \| \| 10. \| Jordan Parra \| Manzana Postobón \| + 37" \| \| |                  |                               |            |
| |                  |                               |            |
| Kilde: ProCyclingStats |                  |                               |            |
| Etaperesultat |                  |                               |            |
| Rytter | Rytter           | Hold                          | Tid        |
| 1. | Davide Cimolai   | Israel Cycling Academy        | 4t 08' 13" |
| 2. | Daniele Bennati  | Movistar Team                 | + 0"       |
| 3. | Guillaume Boivin | Israel Cycling Academy        | + 0"       |
| 4. | Stefano Oldani   | Kometa                        | + 0"       |
| 5. | Nelson Oliveira  | Movistar Team                 | + 0"       |
| 6. | Diego Rubio      | Burgos-BH                     | + 0"       |
| 7. | Héctor Sáez      | Euskadi Basque Country-Murias | + 0"       |
| 8. | Jonathan Lastra  | Caja Rural-Seguros RGA        | + 0"       |
| 9. | Mihkel Räim      | Israel Cycling Academy        | + 25"      |
| 10. | Jordan Parra     | Manzana Postobón              | + 37"      |

| \| Samlede stilling \| Samlede stilling \| Samlede stilling \| Samlede stilling \| Samlede stilling \| \| Rytter \| Rytter \| Hold \| Tid \| \| \| ---------------- \| ---------------- \| ----------------------------- \| ---------------- \| ---------------- \| \| 1. \| Davide Cimolai \| Israel Cycling Academy \| 9t 08' 01" \| \| \| 2. \| Guillaume Boivin \| Israel Cycling Academy \| + 15" \| \| \| 3. \| Jérôme Cousin \| Total Direct Énergie \| + 16" \| \| \| 4. \| Daniele Bennati \| Movistar Team \| + 18" \| \| \| 5. \| Jonathan Lastra \| Caja Rural-Seguros RGA \| + 20" \| \| \| 6. \| Nelson Oliveira \| Movistar Team \| + 21" \| \| \| 7. \| Héctor Sáez \| Euskadi Basque Country-Murias \| + 21" \| \| \| 8. \| Enrique Sanz \| Euskadi Basque Country-Murias \| + 1' 08" \| \| \| 9. \| Carlos Barbero \| Movistar Team \| + 1' 11" \| \| \| 10. \| Eduard Prades \| Movistar Team \| + 1' 17" \| \| |                  |                               |            |
| |                  |                               |            |
| Kilde: ProCyclingStats |                  |                               |            |
| Samlede stilling |                  |                               |            |
| Rytter | Rytter           | Hold                          | Tid        |
| 1. | Davide Cimolai   | Israel Cycling Academy        | 9t 08' 01" |
| 2. | Guillaume Boivin | Israel Cycling Academy        | + 15"      |
| 3. | Jérôme Cousin    | Total Direct Énergie          | + 16"      |
| 4. | Daniele Bennati  | Movistar Team                 | + 18"      |
| 5. | Jonathan Lastra  | Caja Rural-Seguros RGA        | + 20"      |
| 6. | Nelson Oliveira  | Movistar Team                 | + 21"      |
| 7. | Héctor Sáez      | Euskadi Basque Country-Murias | + 21"      |
| 8. | Enrique Sanz     | Euskadi Basque Country-Murias | + 1' 08"   |
| 9. | Carlos Barbero   | Movistar Team                 | + 1' 11"   |
| 10. | Eduard Prades    | Movistar Team                 | + 1' 17"   |

### 3. etape
| \| Etaperesultat \| Etaperesultat \| Etaperesultat \| Etaperesultat \| Etaperesultat \| \| Rytter \| Rytter \| Hold \| Tid \| \| \| ------------- \| -------------------- \| ----------------------------- \| ------------- \| ------------- \| \| 1. \| Enrique Sanz \| Euskadi Basque Country-Murias \| 3t 54' 17" \| \| \| 2. \| João Matias \| Vito-Feirense-Pnb \| + 0" \| \| \| 3. \| Jordan Parra \| Manzana Postobón \| + 0" \| \| \| 4. \| Jon Aberasturi \| Caja Rural-Seguros RGA \| + 0" \| \| \| 5. \| Stefano Oldani \| Kometa \| + 0" \| \| \| 6. \| Óscar Pelegrí \| Vito-Feirense-Pnb \| + 0" \| \| \| 7. \| Jesús Ezquerra \| Burgos-BH \| + 0" \| \| \| 8. \| Davide Cimolai \| Israel Cycling Academy \| + 0" \| \| \| 9. \| Nelson Oliveira \| Movistar Team \| + 0" \| \| \| 10. \| Mario González Salas \| Euskadi Basque Country-Murias \| + 0" \| \| |                      |                               |            |
| |                      |                               |            |
| Kilde: ProCyclingStats |                      |                               |            |
| Etaperesultat |                      |                               |            |
| Rytter | Rytter               | Hold                          | Tid        |
| 1. | Enrique Sanz         | Euskadi Basque Country-Murias | 3t 54' 17" |
| 2. | João Matias          | Vito-Feirense-Pnb             | + 0"       |
| 3. | Jordan Parra         | Manzana Postobón              | + 0"       |
| 4. | Jon Aberasturi       | Caja Rural-Seguros RGA        | + 0"       |
| 5. | Stefano Oldani       | Kometa                        | + 0"       |
| 6. | Óscar Pelegrí        | Vito-Feirense-Pnb             | + 0"       |
| 7. | Jesús Ezquerra       | Burgos-BH                     | + 0"       |
| 8. | Davide Cimolai       | Israel Cycling Academy        | + 0"       |
| 9. | Nelson Oliveira      | Movistar Team                 | + 0"       |
| 10. | Mario González Salas | Euskadi Basque Country-Murias | + 0"       |

## Resultater
| \| Samlede stilling \| Samlede stilling \| Samlede stilling \| Samlede stilling \| Samlede stilling \| \| Rytter \| Rytter \| Hold \| Tid \| \| \| ---------------- \| ---------------- \| ----------------------------- \| ---------------- \| ---------------- \| \| 1. \| Davide Cimolai \| Israel Cycling Academy \| 13t 02' 18" \| \| \| 2. \| Guillaume Boivin \| Israel Cycling Academy \| + 15" \| \| \| 3. \| Jérôme Cousin \| Total Direct Énergie \| + 16" \| \| \| 4. \| Daniele Bennati \| Movistar Team \| + 17" \| \| \| 5. \| Jonathan Lastra \| Caja Rural-Seguros RGA \| + 20" \| \| \| 6. \| Nelson Oliveira \| Movistar Team \| + 21" \| \| \| 7. \| Héctor Sáez \| Euskadi Basque Country-Murias \| + 21" \| \| \| 8. \| Enrique Sanz \| Euskadi Basque Country-Murias \| + 56" \| \| \| 9. \| Carlos Barbero \| Movistar Team \| + 1' 11" \| \| \| 10. \| Eduard Prades \| Movistar Team \| + 1' 17" \| \| |                  |                               |             |
| |                  |                               |             |
| Kilde: ProCyclingStats |                  |                               |             |
| Samlede stilling |                  |                               |             |
| Rytter | Rytter           | Hold                          | Tid         |
| 1. | Davide Cimolai   | Israel Cycling Academy        | 13t 02' 18" |
| 2. | Guillaume Boivin | Israel Cycling Academy        | + 15"       |
| 3. | Jérôme Cousin    | Total Direct Énergie          | + 16"       |
| 4. | Daniele Bennati  | Movistar Team                 | + 17"       |
| 5. | Jonathan Lastra  | Caja Rural-Seguros RGA        | + 20"       |
| 6. | Nelson Oliveira  | Movistar Team                 | + 21"       |
| 7. | Héctor Sáez      | Euskadi Basque Country-Murias | + 21"       |
| 8. | Enrique Sanz     | Euskadi Basque Country-Murias | + 56"       |
| 9. | Carlos Barbero   | Movistar Team                 | + 1' 11"    |
| 10. | Eduard Prades    | Movistar Team                 | + 1' 17"    |

| Samlede stilling | Samlede stilling | Samlede stilling              | Samlede stilling | Samlede stilling |
| Rytter           | Rytter           | Hold                          | Tid              |                  |
| ---------------- | ---------------- | ----------------------------- | ---------------- | ---------------- |
| 1.               | Davide Cimolai   | Israel Cycling Academy        | 13t 02' 18"      |                  |
| 2.               | Guillaume Boivin | Israel Cycling Academy        | + 15"            |                  |
| 3.               | Jérôme Cousin    | Total Direct Énergie          | + 16"            |                  |
| 4.               | Daniele Bennati  | Movistar Team                 | + 17"            |                  |
| 5.               | Jonathan Lastra  | Caja Rural-Seguros RGA        | + 20"            |                  |
| 6.               | Nelson Oliveira  | Movistar Team                 | + 21"            |                  |
| 7.               | Héctor Sáez      | Euskadi Basque Country-Murias | + 21"            |                  |
| 8.               | Enrique Sanz     | Euskadi Basque Country-Murias | + 56"            |                  |
| 9.               | Carlos Barbero   | Movistar Team                 | + 1' 11"         |                  |
| 10.              | Eduard Prades    | Movistar Team                 | + 1' 17"         |                  |

| Pointkonkurrence | Pointkonkurrence | Pointkonkurrence              | Pointkonkurrence | Pointkonkurrence |
| Rytter           | Rytter           | Hold                          | Point            |                  |
| ---------------- | ---------------- | ----------------------------- | ---------------- | ---------------- |
| 1.               | Davide Cimolai   | Israel Cycling Academy        | 58 point         |                  |
| 2.               | Enrique Sanz     | Euskadi Basque Country-Murias | 45 point         |                  |
| 3.               | Nelson Oliveira  | Movistar Team                 | 27 point         |                  |
| 4.               | Stefano Oldani   | Kometa                        | 27 point         |                  |
| 5.               | Jordan Parra     | Manzana Postobón              | 25 point         |                  |
| 6.               | João Matias      | Vito-Feirense-Pnb             | 24 point         |                  |
| 7.               | Guillaume Boivin | Israel Cycling Academy        | 22 point         |                  |
| 8.               | Daniele Bennati  | Movistar Team                 | 22 point         |                  |
| 9.               | Jonathan Lastra  | Caja Rural-Seguros RGA        | 21 point         |                  |
| 10.              | Héctor Sáez      | Euskadi Basque Country-Murias | 17 point         |                  |

| Pointkonkurrence | Pointkonkurrence | Pointkonkurrence              | Pointkonkurrence | Pointkonkurrence |
| Rytter           | Rytter           | Hold                          | Point            |                  |
| ---------------- | ---------------- | ----------------------------- | ---------------- | ---------------- |
| 1.               | Davide Cimolai   | Israel Cycling Academy        | 58 point         |                  |
| 2.               | Enrique Sanz     | Euskadi Basque Country-Murias | 45 point         |                  |
| 3.               | Nelson Oliveira  | Movistar Team                 | 27 point         |                  |
| 4.               | Stefano Oldani   | Kometa                        | 27 point         |                  |
| 5.               | Jordan Parra     | Manzana Postobón              | 25 point         |                  |
| 6.               | João Matias      | Vito-Feirense-Pnb             | 24 point         |                  |
| 7.               | Guillaume Boivin | Israel Cycling Academy        | 22 point         |                  |
| 8.               | Daniele Bennati  | Movistar Team                 | 22 point         |                  |
| 9.               | Jonathan Lastra  | Caja Rural-Seguros RGA        | 21 point         |                  |
| 10.              | Héctor Sáez      | Euskadi Basque Country-Murias | 17 point         |                  |

| Bjergkonkurrence | Bjergkonkurrence     | Bjergkonkurrence              | Bjergkonkurrence | Bjergkonkurrence |
| Rytter           | Rytter               | Hold                          | Point            |                  |
| ---------------- | -------------------- | ----------------------------- | ---------------- | ---------------- |
| 1.               | Bruno Silva          | Efapel                        | 14 point         |                  |
| 2.               | Jaume Sureda         | Burgos-BH                     | 14 point         |                  |
| 3.               | Álvaro Trueba        | Sporting-Tavira               | 10 point         |                  |
| 4.               | Rafael Silva         | Efapel                        | 6 point          |                  |
| 5.               | Francisco Mancebo    | Matrix Powertag               | 6 point          |                  |
| 6.               | Omar Mendoza         | Manzana Postobón              | 5 point          |                  |
| 7.               | Antonio Angulo       | Efapel                        | 4 point          |                  |
| 8.               | Ángel Madrazo        | Burgos-BH                     | 4 point          |                  |
| 9.               | Mario González Salas | Euskadi Basque Country-Murias | 3 point          |                  |
| 10.              | Nelson Oliveira      | Movistar Team                 | 2 point          |                  |

| Bjergkonkurrence | Bjergkonkurrence     | Bjergkonkurrence              | Bjergkonkurrence | Bjergkonkurrence |
| Rytter           | Rytter               | Hold                          | Point            |                  |
| ---------------- | -------------------- | ----------------------------- | ---------------- | ---------------- |
| 1.               | Bruno Silva          | Efapel                        | 14 point         |                  |
| 2.               | Jaume Sureda         | Burgos-BH                     | 14 point         |                  |
| 3.               | Álvaro Trueba        | Sporting-Tavira               | 10 point         |                  |
| 4.               | Rafael Silva         | Efapel                        | 6 point          |                  |
| 5.               | Francisco Mancebo    | Matrix Powertag               | 6 point          |                  |
| 6.               | Omar Mendoza         | Manzana Postobón              | 5 point          |                  |
| 7.               | Antonio Angulo       | Efapel                        | 4 point          |                  |
| 8.               | Ángel Madrazo        | Burgos-BH                     | 4 point          |                  |
| 9.               | Mario González Salas | Euskadi Basque Country-Murias | 3 point          |                  |
| 10.              | Nelson Oliveira      | Movistar Team                 | 2 point          |                  |

| Holdkonkurrence | Holdkonkurrence               | Holdkonkurrence | Holdkonkurrence |
| Hold            | Hold                          | Tid             |                 |
| --------------- | ----------------------------- | --------------- | --------------- |
| 1.              | Movistar Team                 | 39t 08' 53"     |                 |
| 2.              | Israel Cycling Academy        | + 42"           |                 |
| 3.              | Euskadi Basque Country-Murias | + 1' 48"        |                 |
| 4.              | Kometa                        | + 4' 34"        |                 |
| 5.              | Burgos-BH                     | + 4' 59"        |                 |
| 6.              | Delko-Marseille Provence      | + 5' 36"        |                 |
| 7.              | Vito-Feirense-BlackJack       | + 7' 23"        |                 |
| 8.              | Manzana Postobón              | + 9' 22"        |                 |
| 9.              | Sporting-Tavira               | + 10' 24"       |                 |
| 10.             | Total Direct Énergie          | + 11' 41"       |                 |

| Holdkonkurrence | Holdkonkurrence               | Holdkonkurrence | Holdkonkurrence |
| Hold            | Hold                          | Tid             |                 |
| --------------- | ----------------------------- | --------------- | --------------- |
| 1.              | Movistar Team                 | 39t 08' 53"     |                 |
| 2.              | Israel Cycling Academy        | + 42"           |                 |
| 3.              | Euskadi Basque Country-Murias | + 1' 48"        |                 |
| 4.              | Kometa                        | + 4' 34"        |                 |
| 5.              | Burgos-BH                     | + 4' 59"        |                 |
| 6.              | Delko-Marseille Provence      | + 5' 36"        |                 |
| 7.              | Vito-Feirense-BlackJack       | + 7' 23"        |                 |
| 8.              | Manzana Postobón              | + 9' 22"        |                 |
| 9.              | Sporting-Tavira               | + 10' 24"       |                 |
| 10.             | Total Direct Énergie          | + 11' 41"       |                 |